# Biserica Sfinții Arhangheli din Trestia, Maramureș

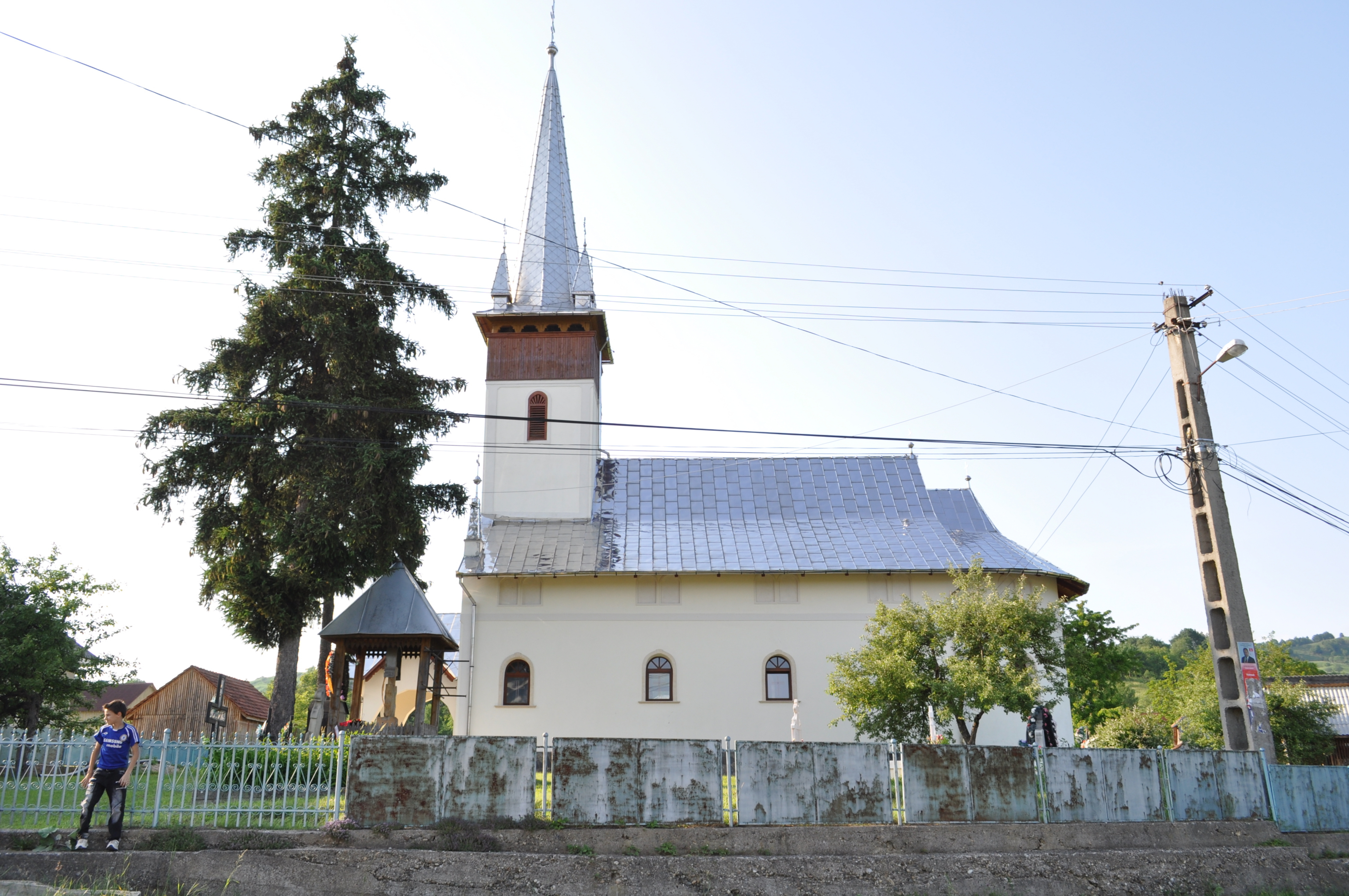
Biserica de zid cu hramul „Sfinții Arhangheli Mihail și Gavriil” din Trestia, comuna Cernești, județul Maramureș, foto: iunie 2012.

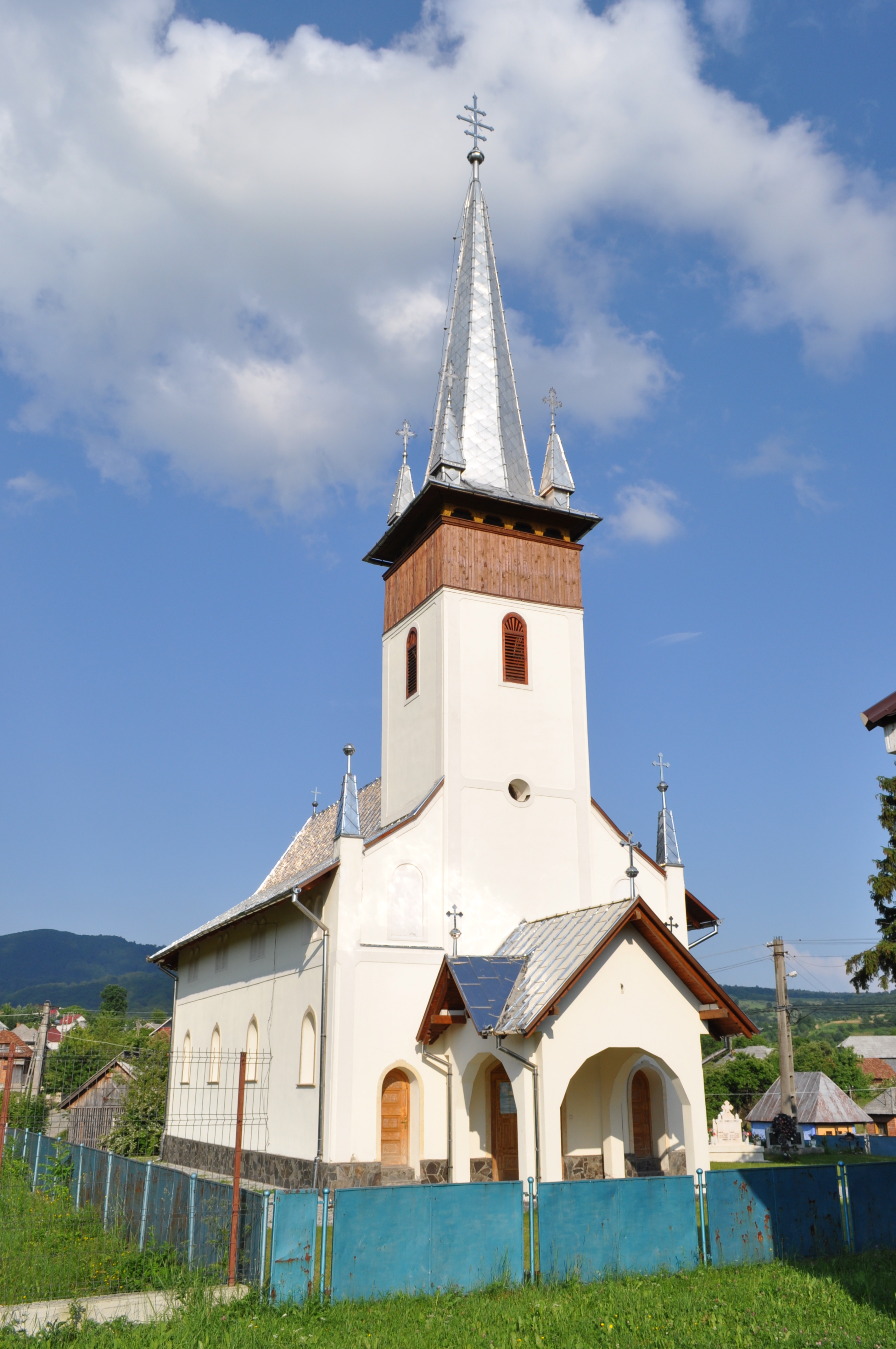
Biserica de zid cu hramul „Sfinții Arhangheli Mihail și Gavriil” din Trestia, comuna Cernești, județul Maramureș, foto: iunie 2012.

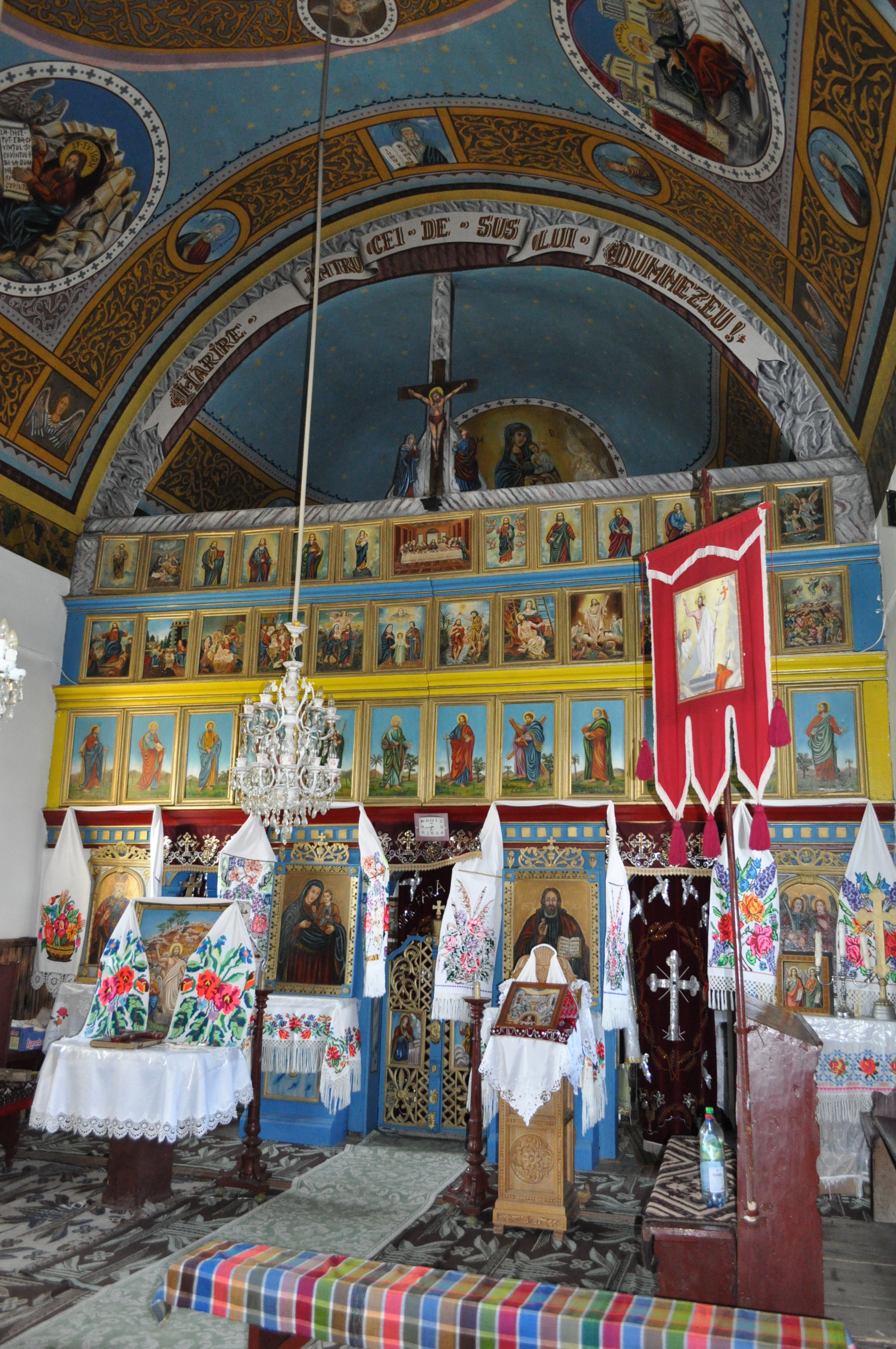
Interiorul navei

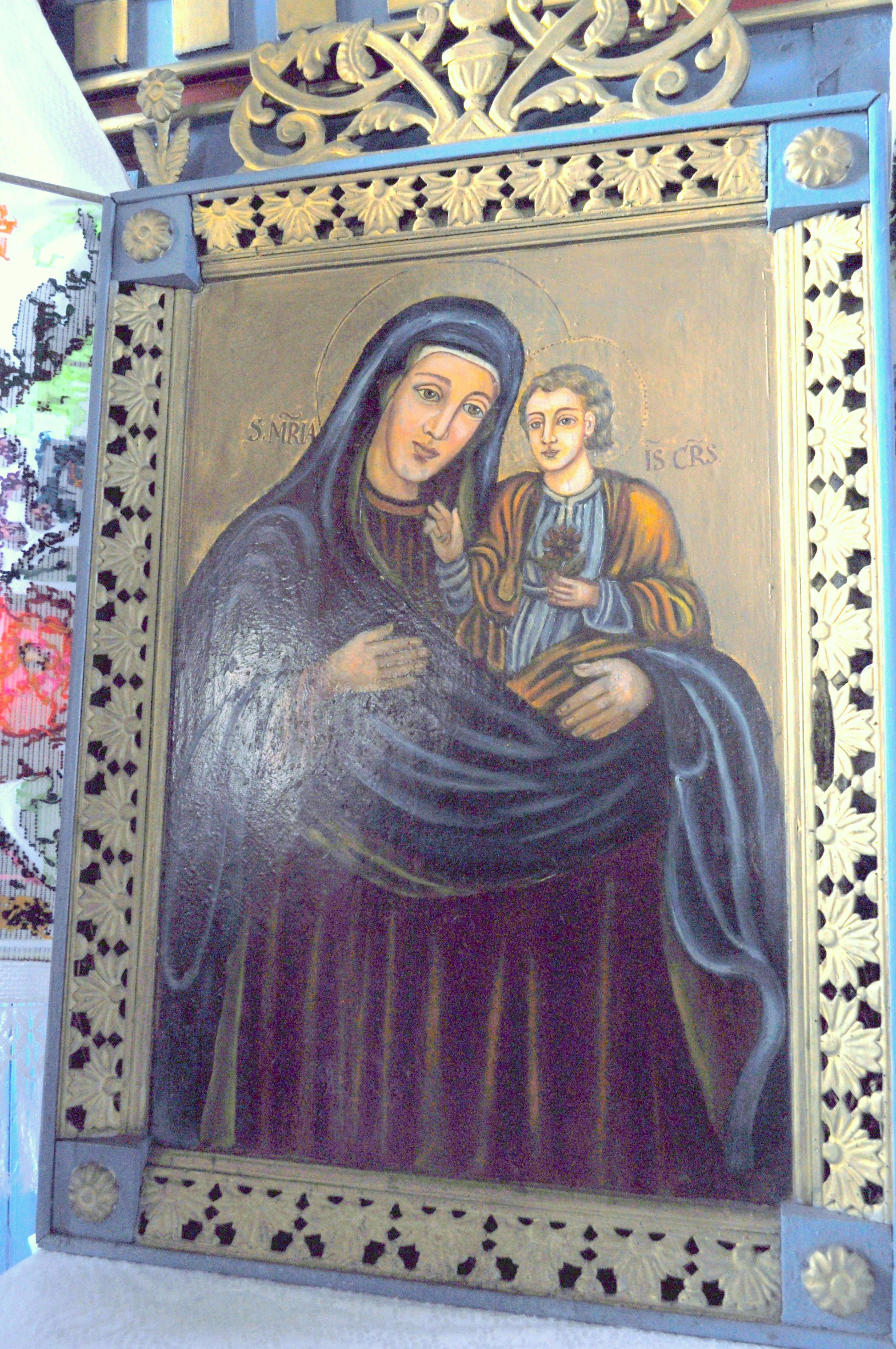
Icoană împărătească: Maica Domnului cu Pruncul

Biserica de zid cu hramul „Sfinții Arhangheli Mihail și Gavriil” din Trestia, comuna Cernești, județul Maramureș, a fost construită în anul 1868. Biserica se află pe noua listă a monumentelor istorice sub codul LMI:  MM-II-m-B-04786.

## Imagini

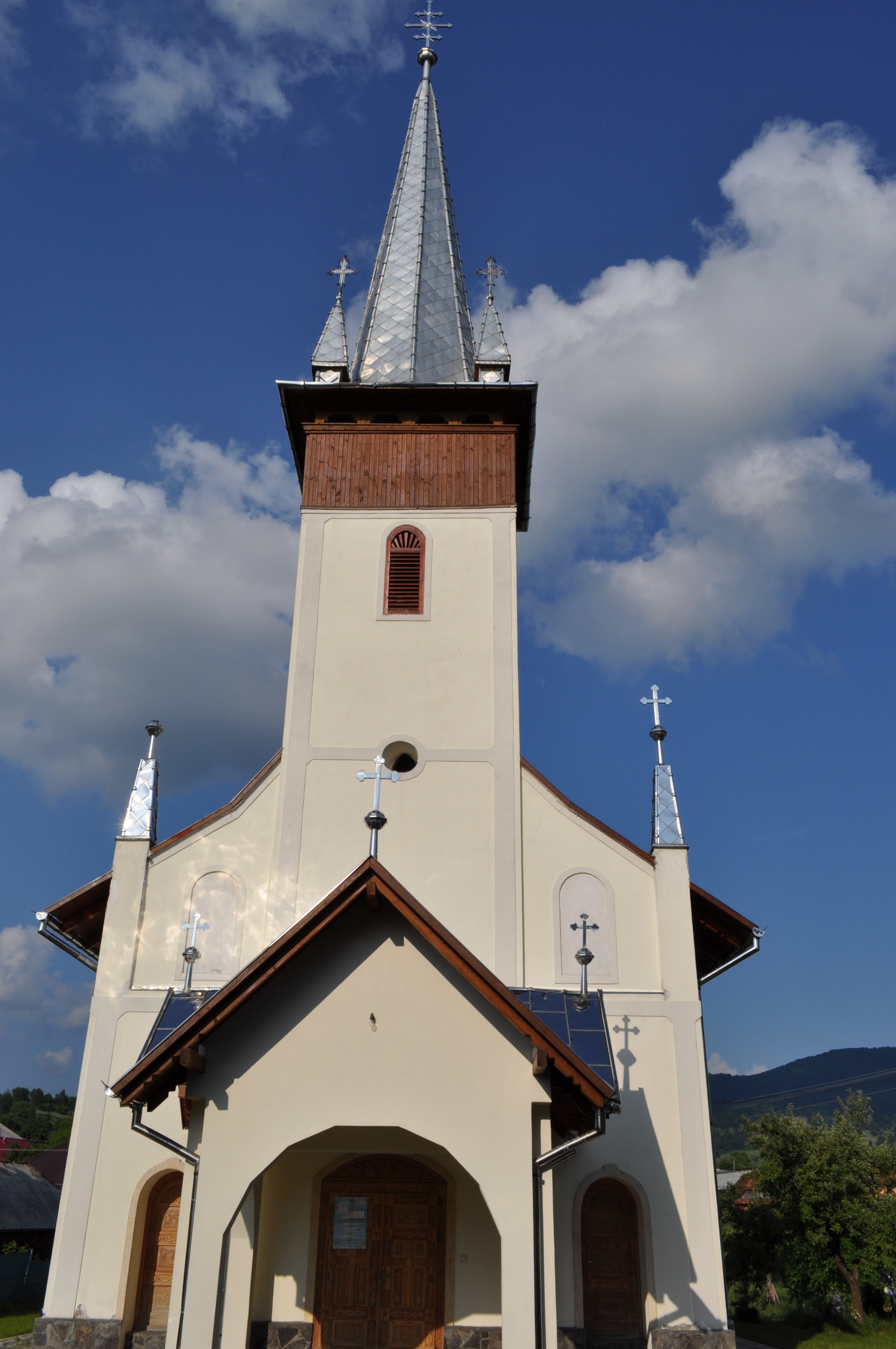
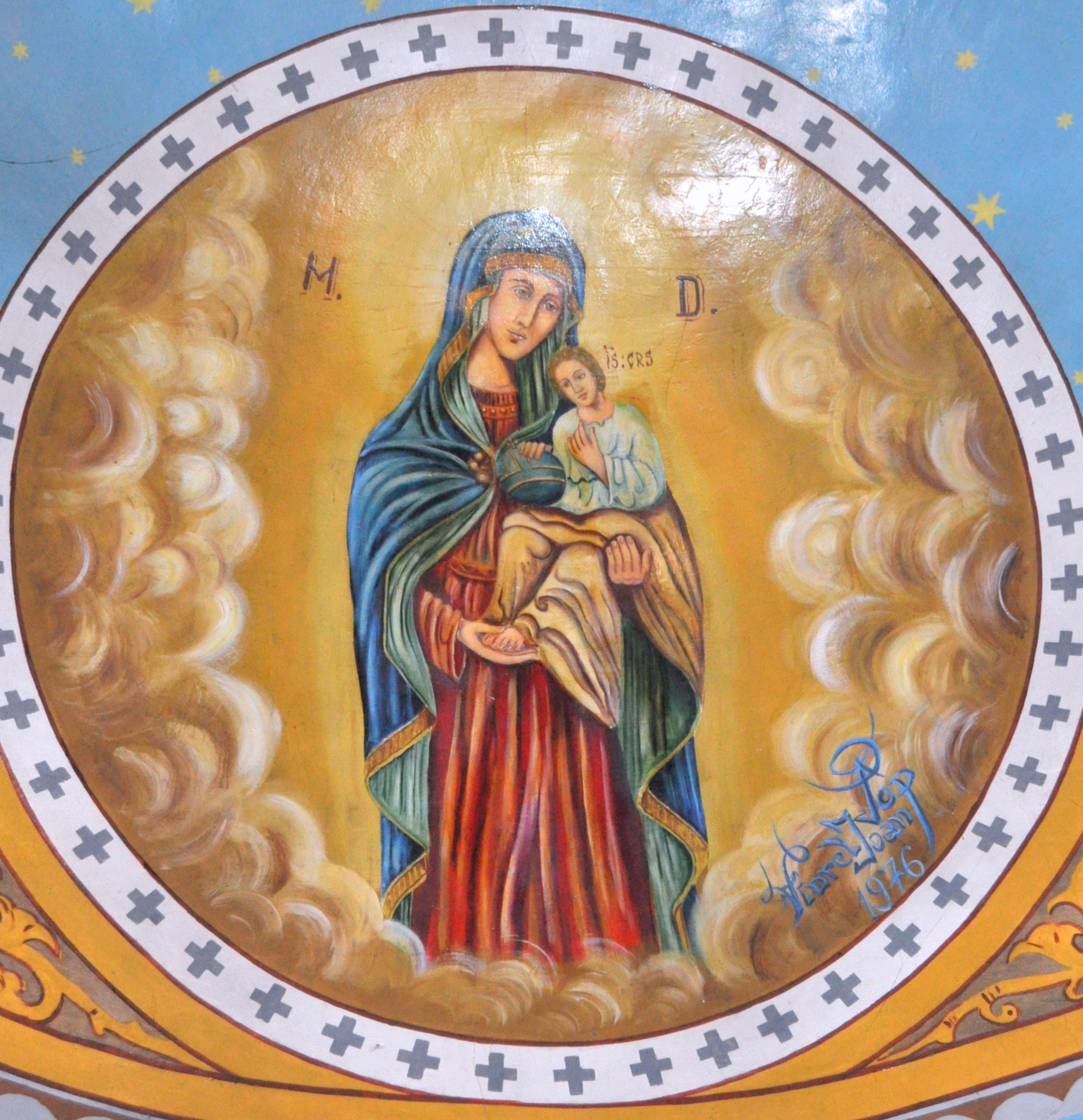
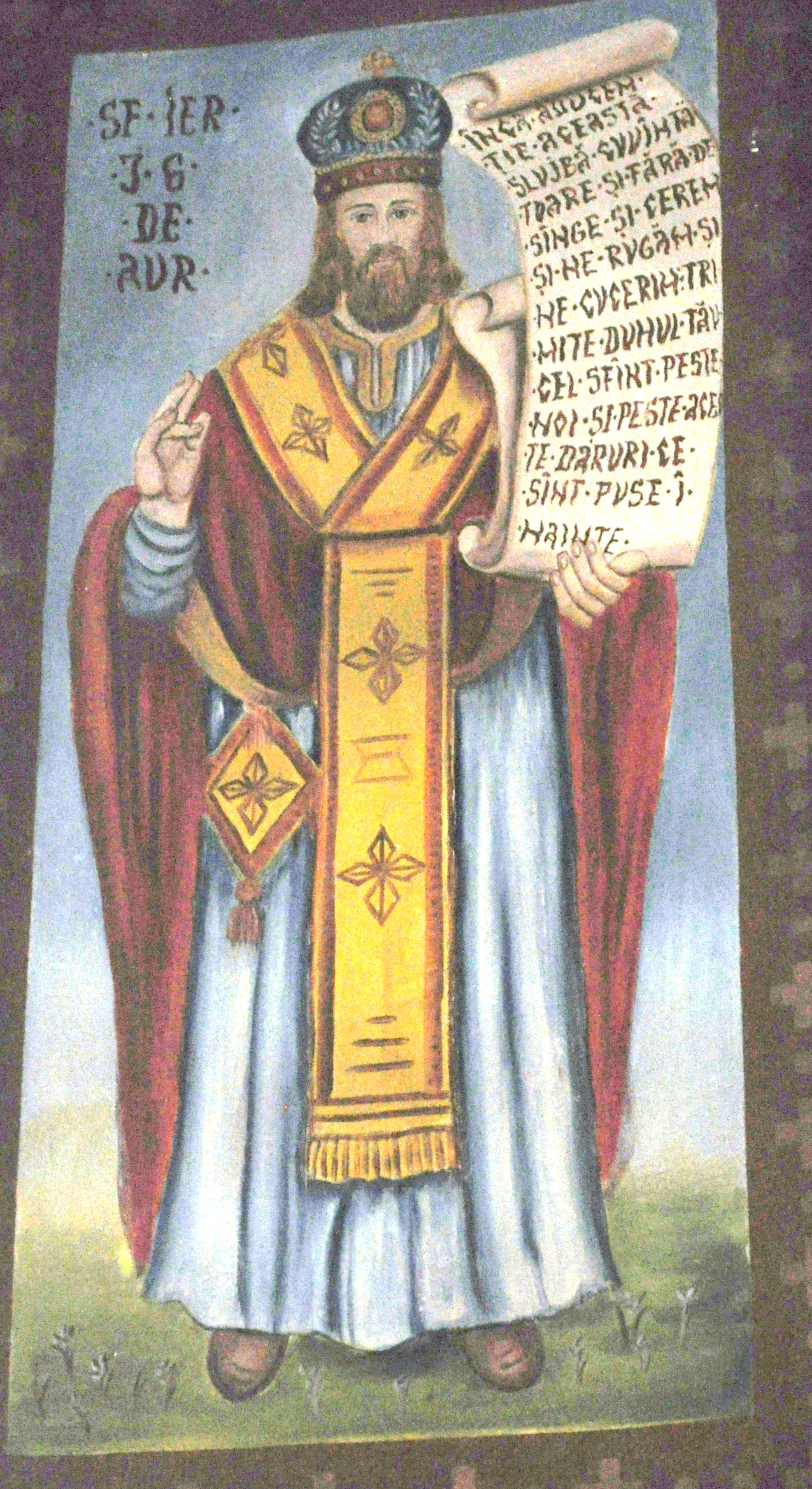
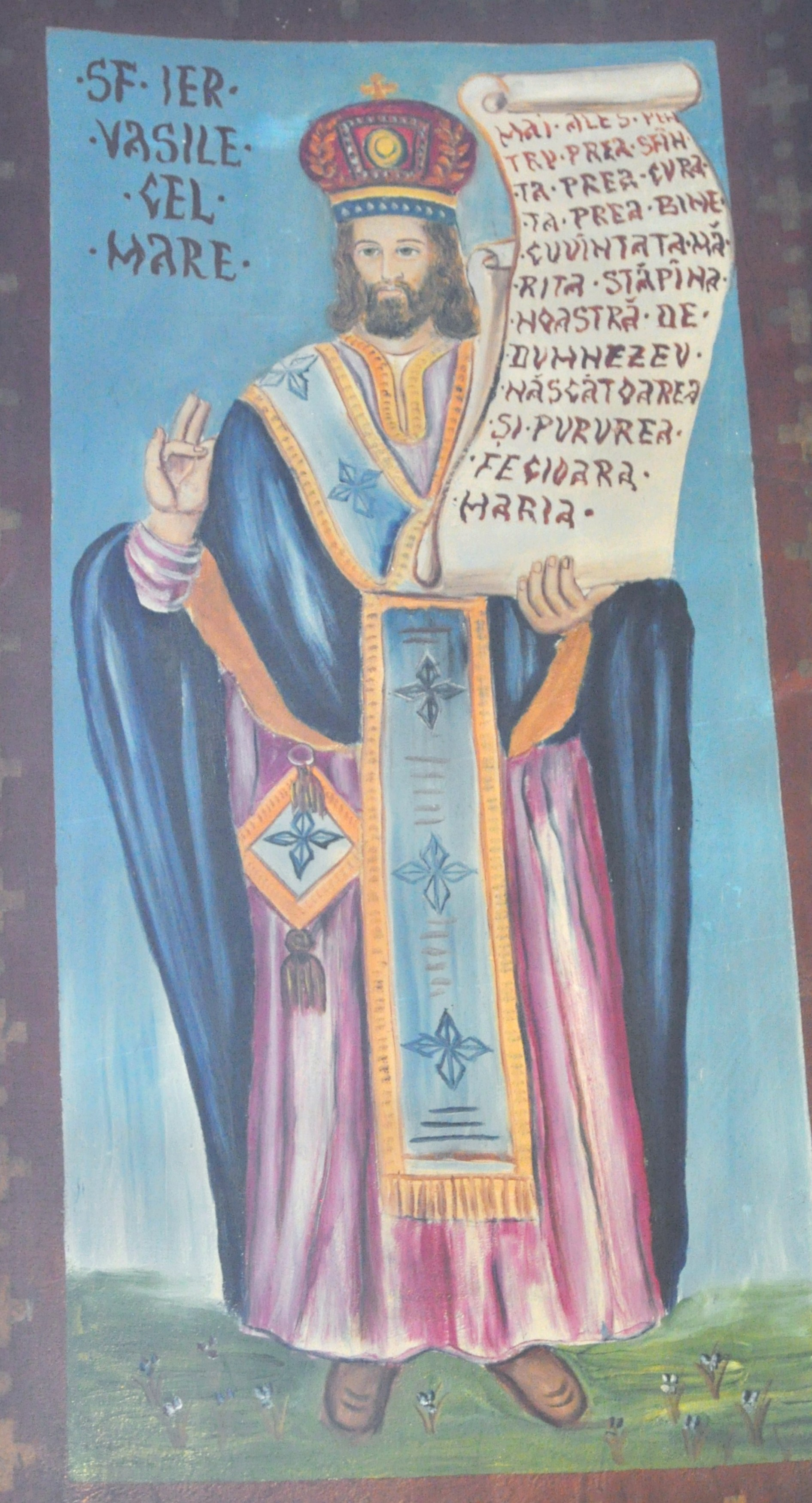
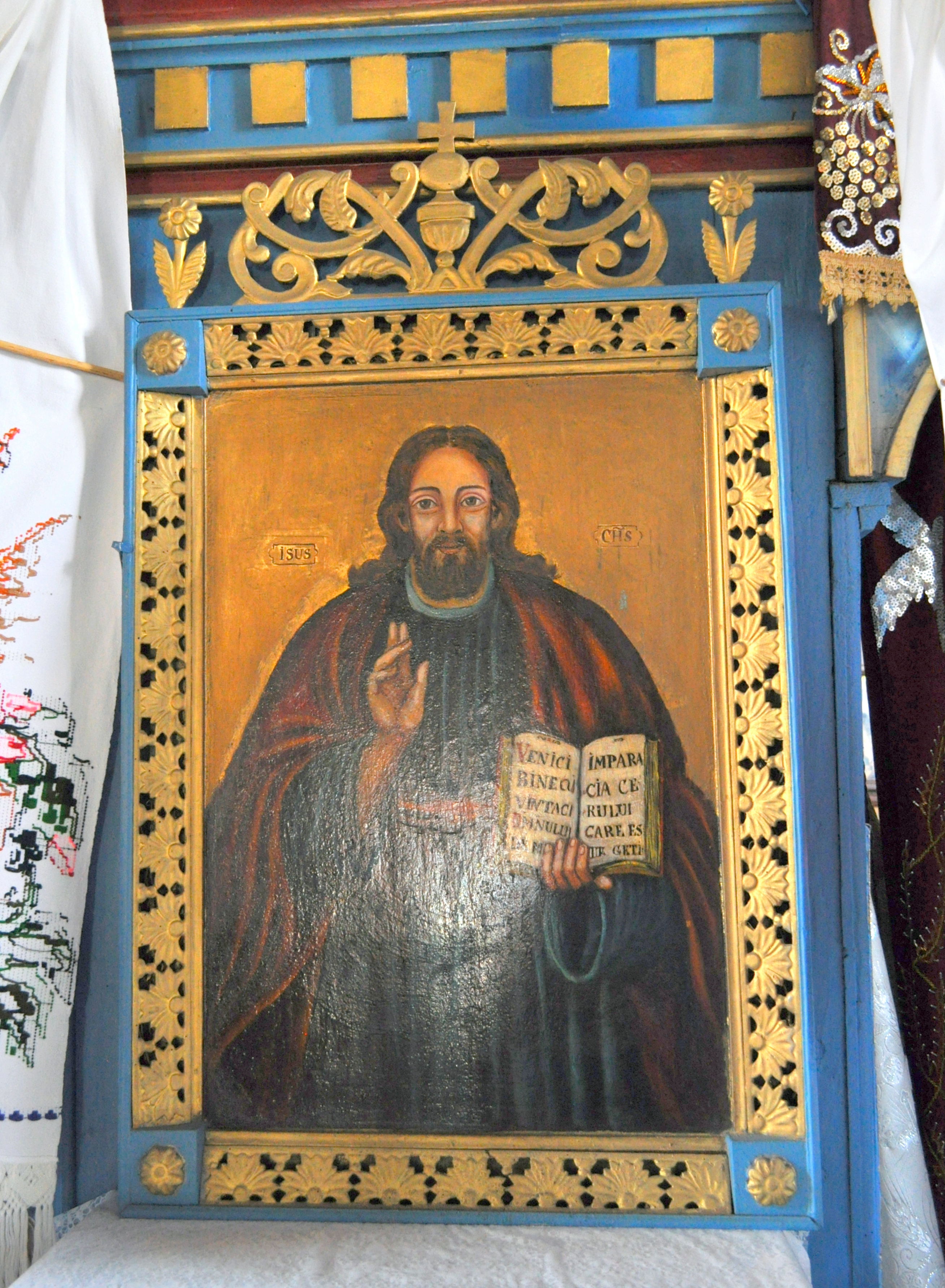
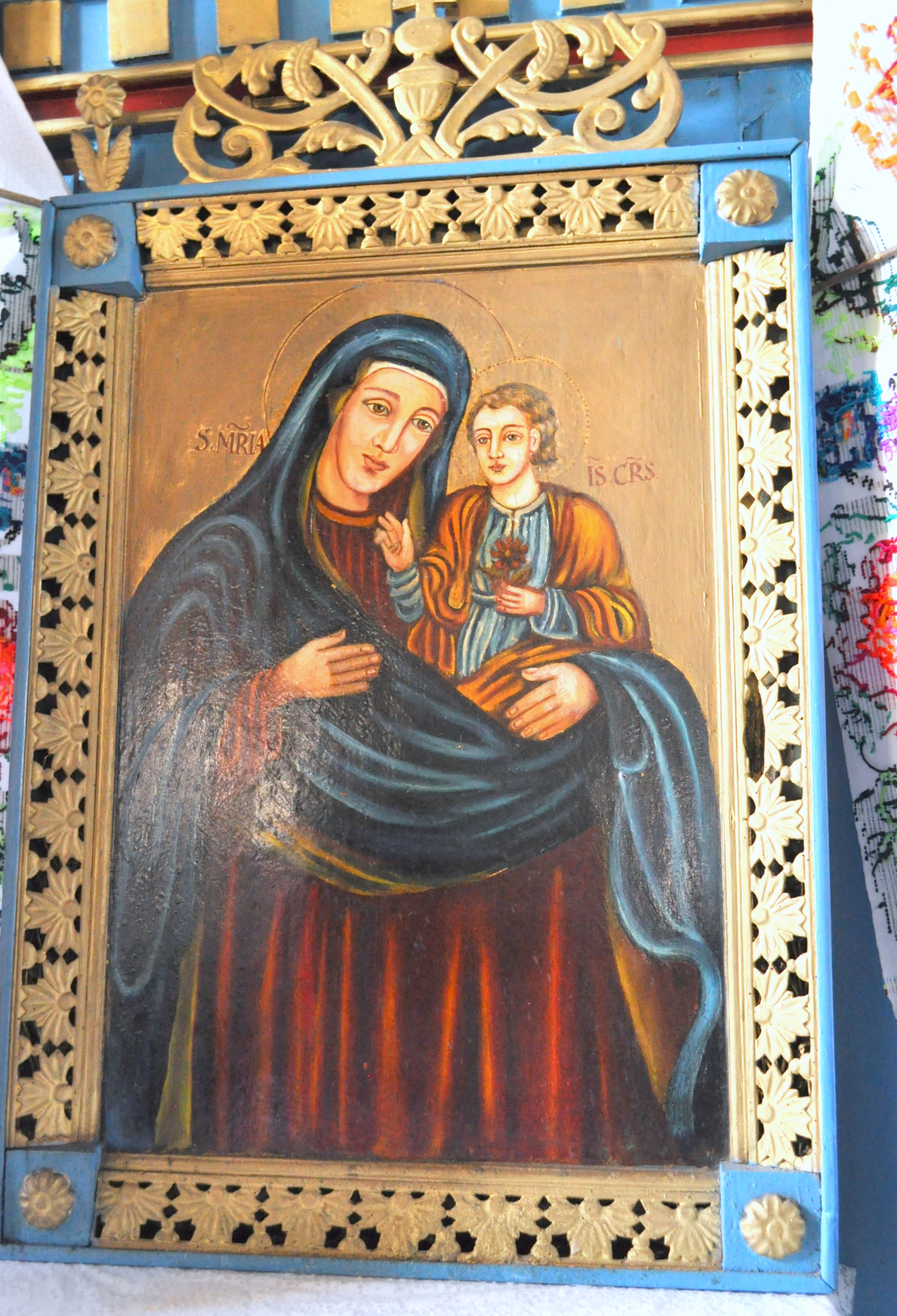
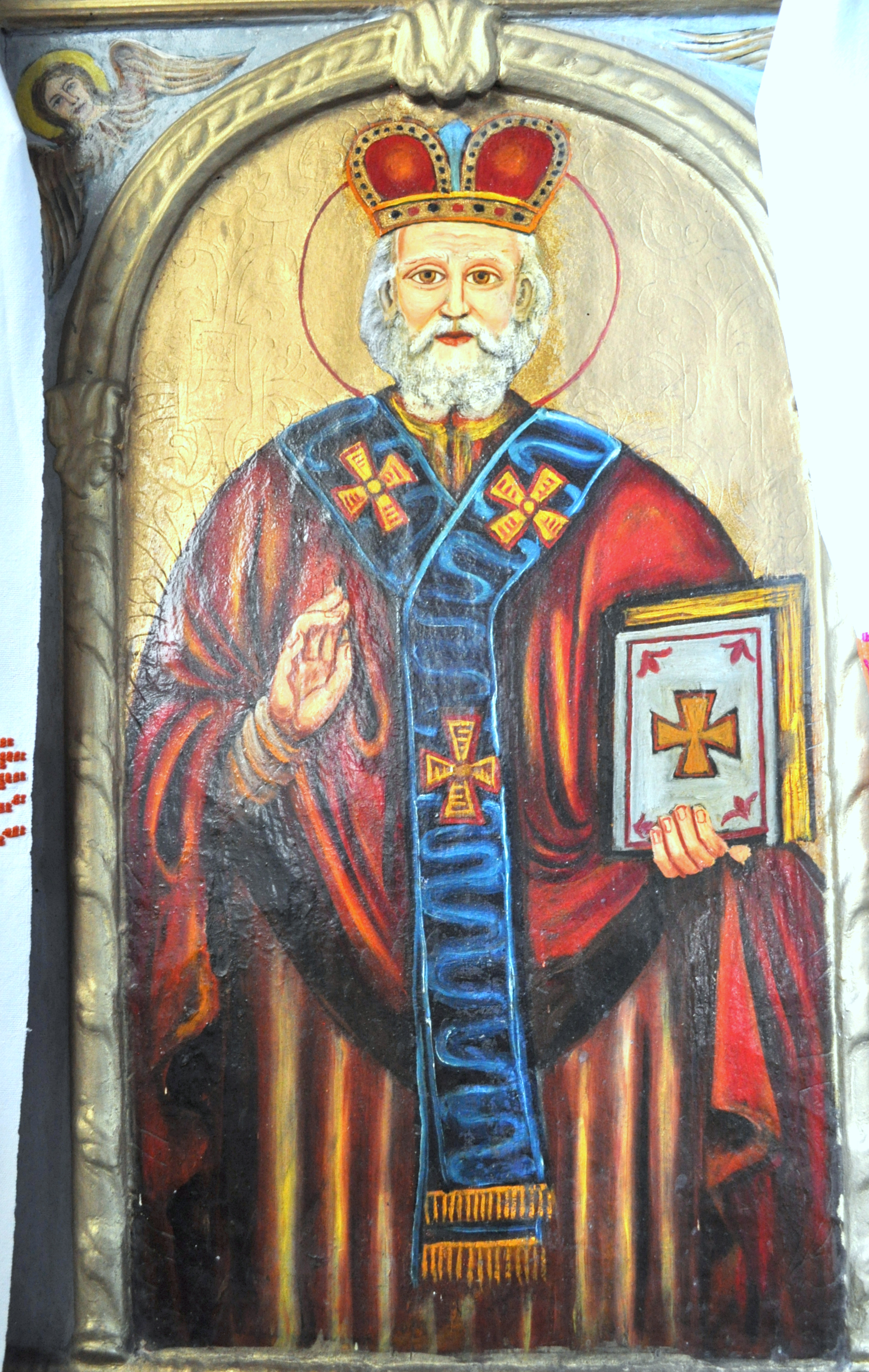
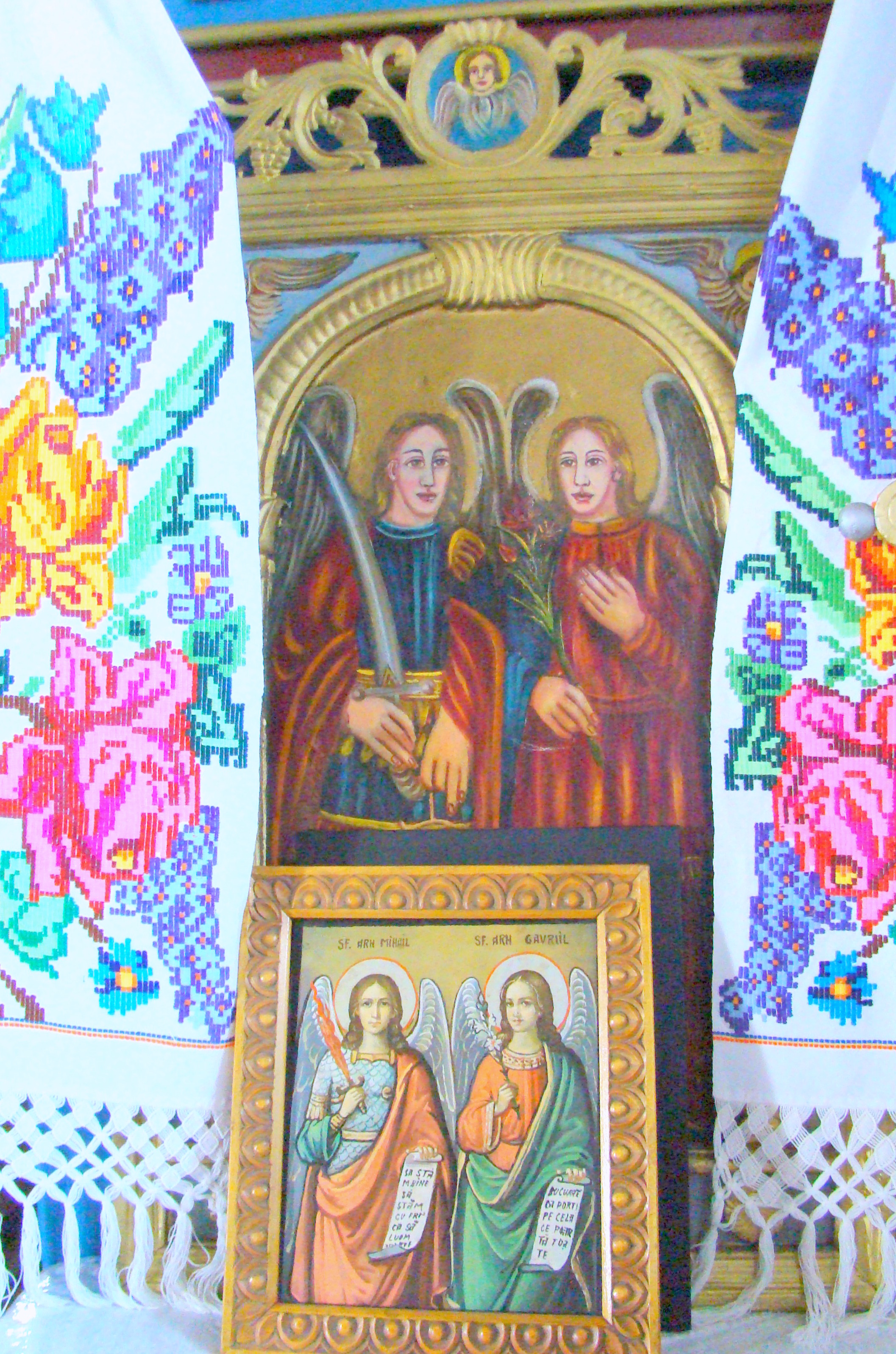
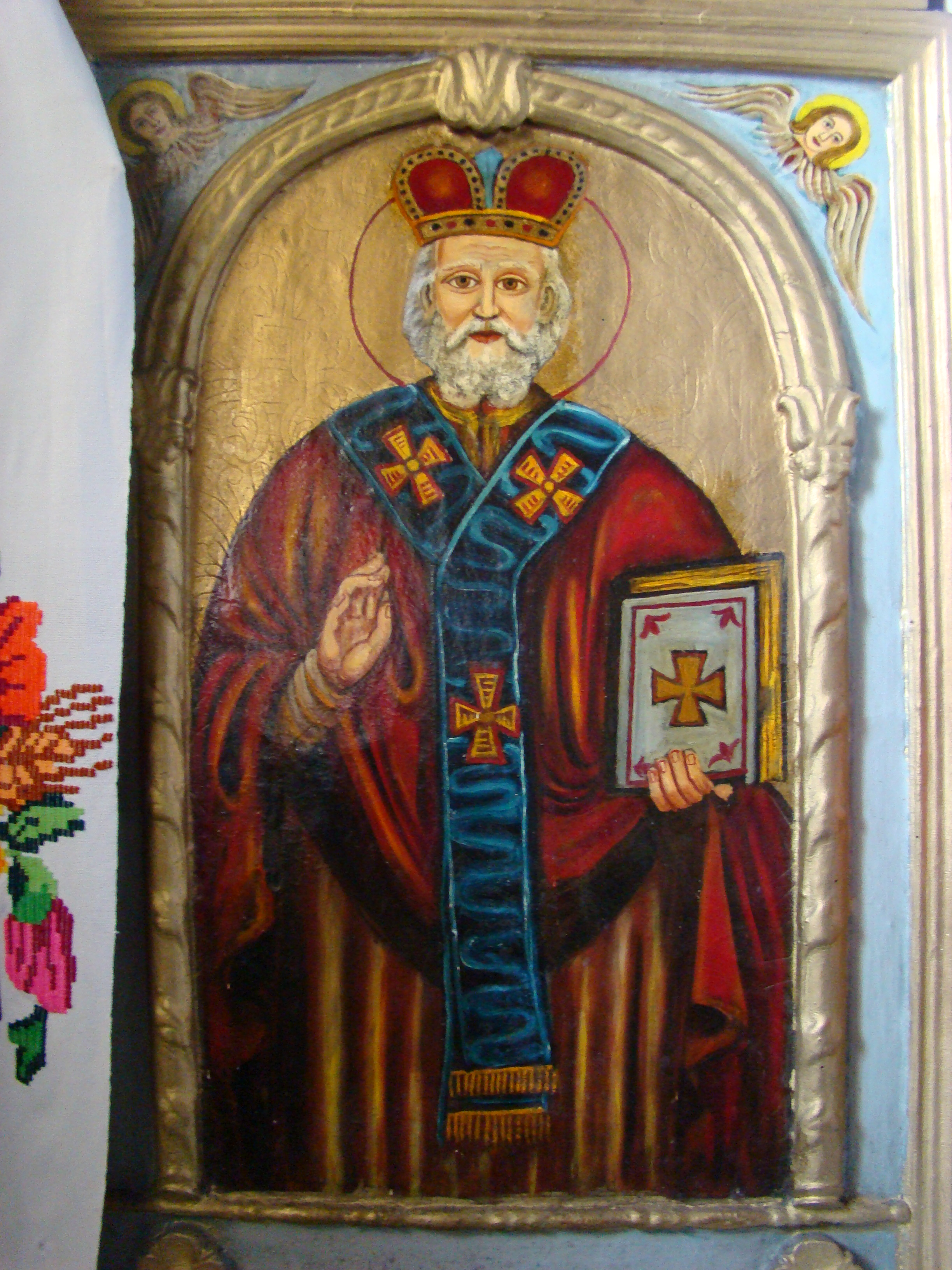
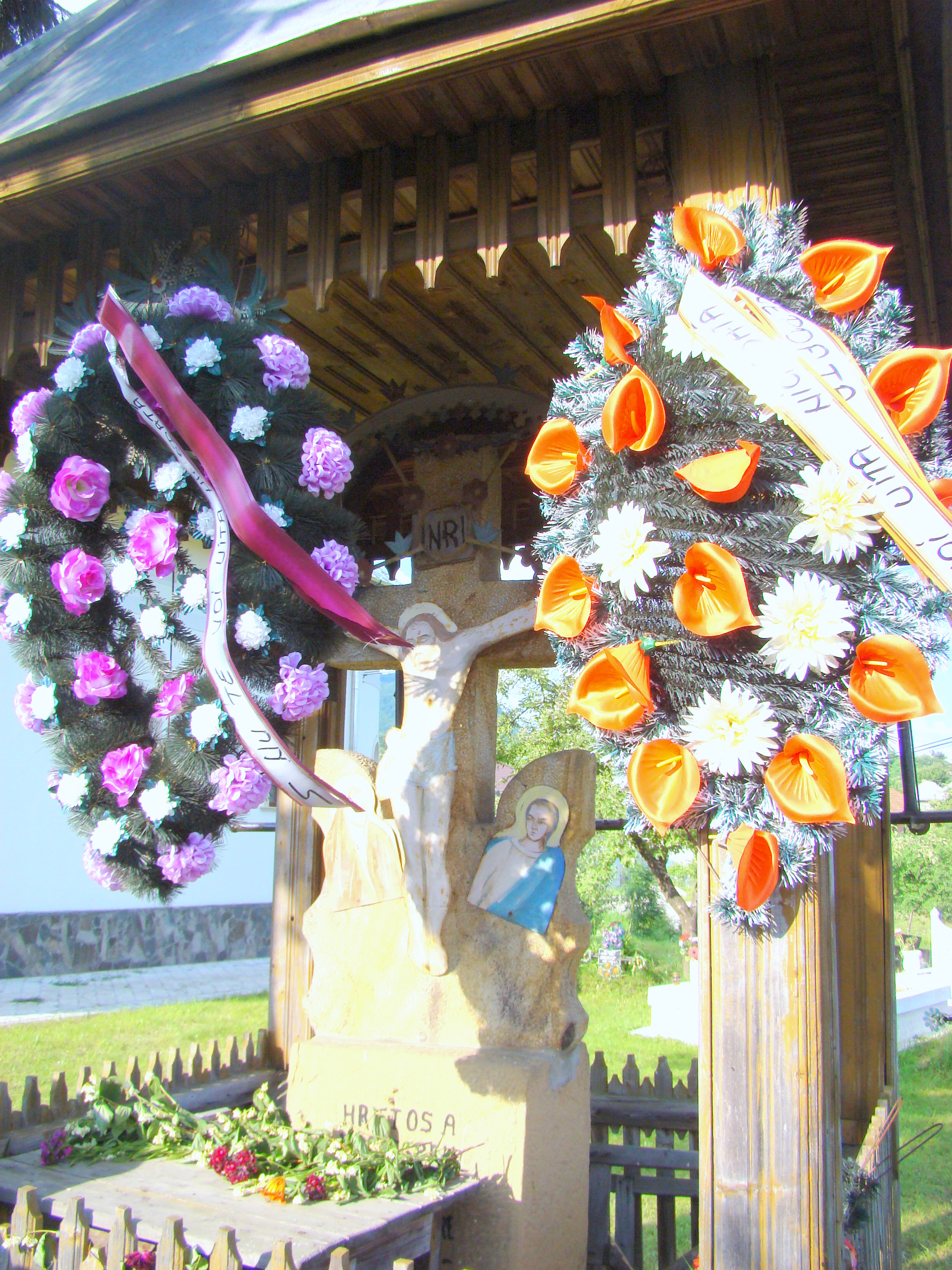
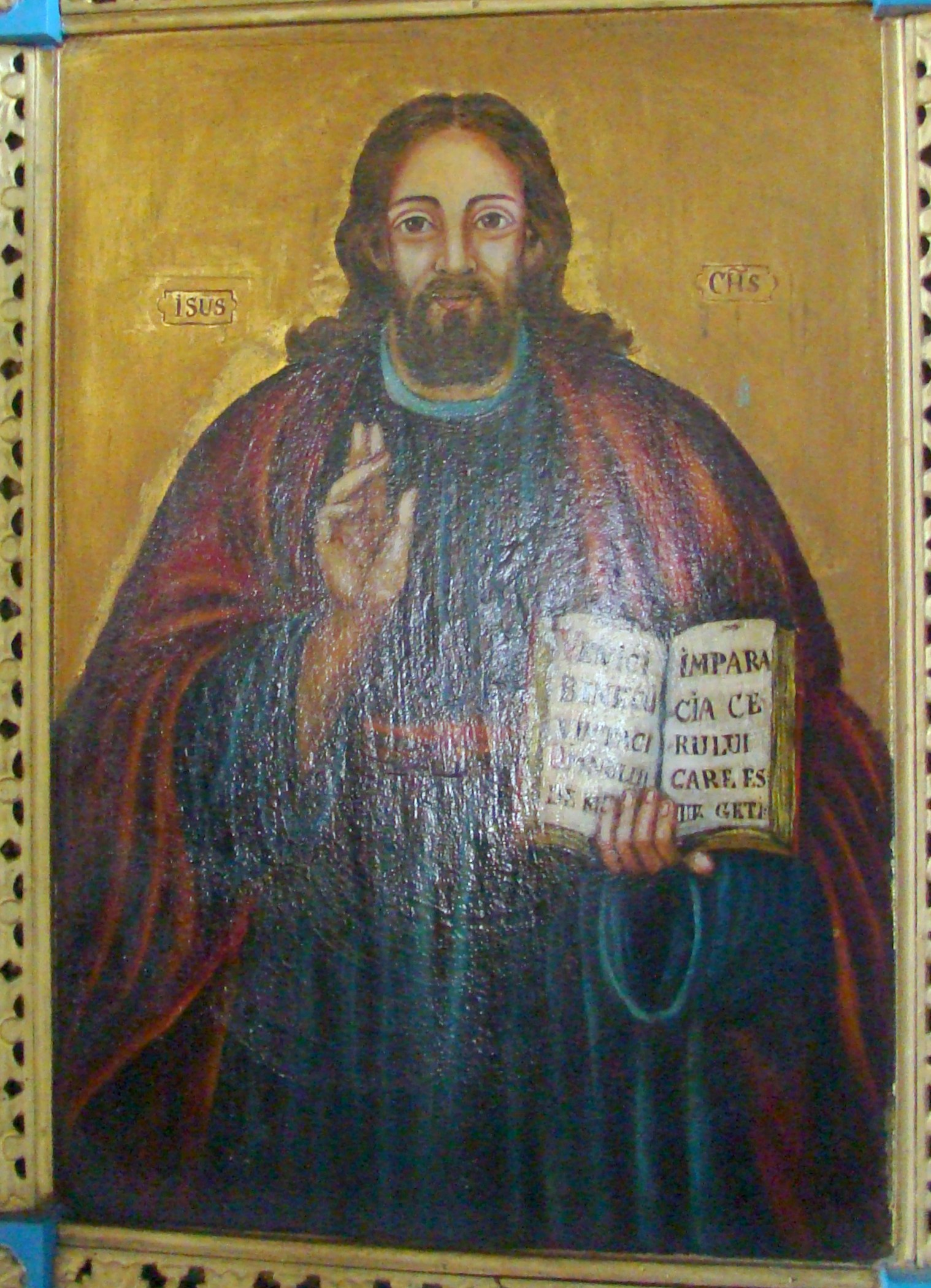
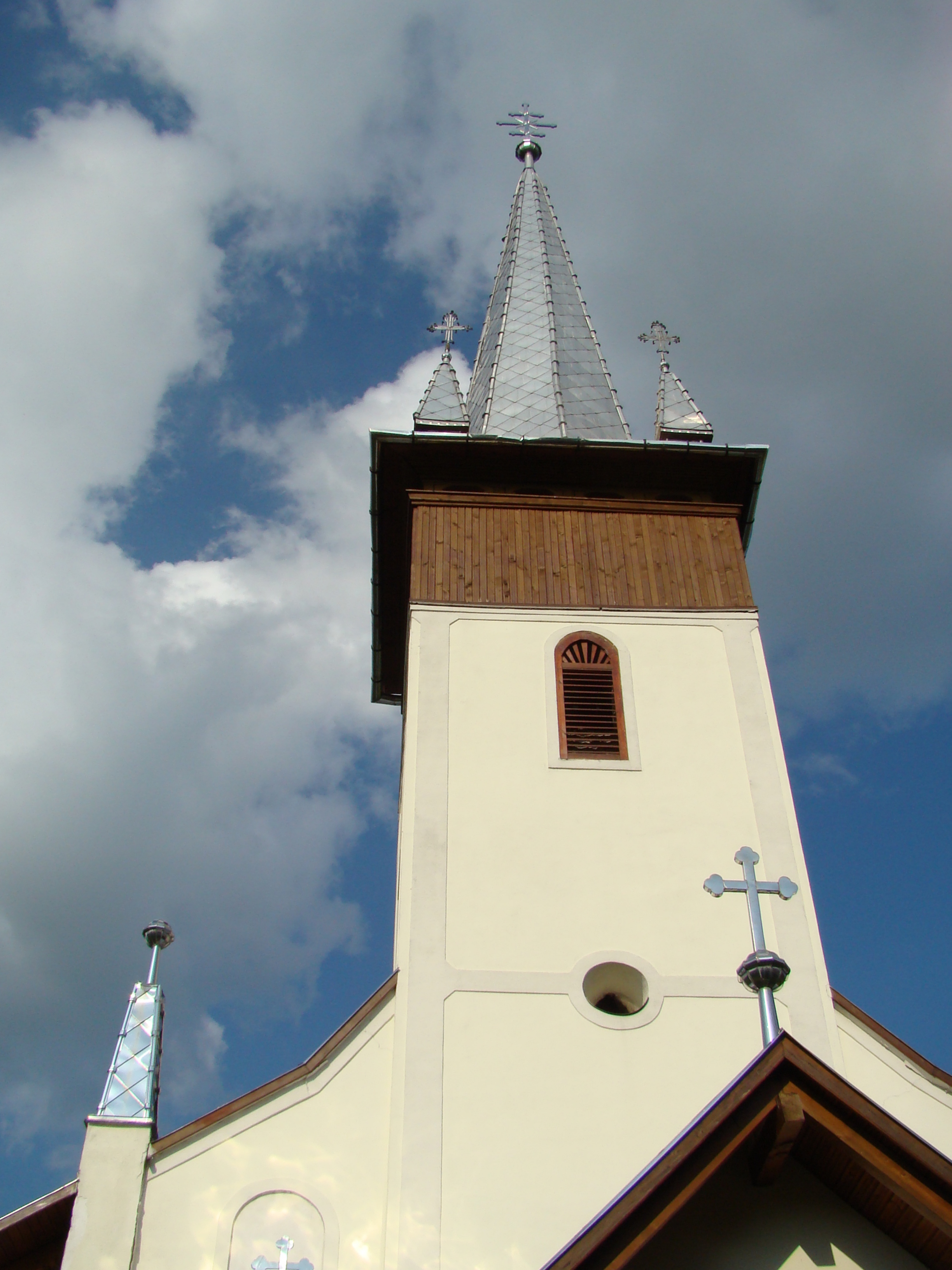